# 愛知県農業総合試験場
愛知県農業総合試験場（あいちけんのうぎょうそうごうしけんじょう、英語: Aichi Agricultural Research Center）は、愛知県長久手市岩作三ケ峯1-1にある農業試験場（公設試験研究機関）。愛知県農業試験場、愛知県蚕業試験場、愛知県園芸試験場、愛知県養鶏試験場、愛知県肉畜試験場を統合する形で1966年（昭和41年）に設立された。

## 歴史

### 前史
1875年（明治8年）には名古屋の納屋橋河畔に仮栽培所が設置され、すぐさま西二葉町に移転して栽培所に改称した。1878年（明治11年）には栽培所が植物園に改称した。1893年（明治26年）には植物園を母体として愛知県農事試験場が発足した。1896年（明治29年）には名古屋市近郊の西春日井郡清洲町（現・清須市）に移転し、1901年（明治34年）には園芸部を設置、1903年（明治36年）には畜産部と養蚕部を設置している。1903年（明治36年）時点の組織構成は庶務部、種芸部、園芸部、昆虫部、分析部、養蚕部、畜産部の7部だった。
1920年（大正9年）には碧海郡安城町（現・安城市池浦町）に愛知県農事試験場の本場を移転させた。1922年（大正11年）には丹羽郡布袋町（現・江南市木賀町）に養蚕部を母体とする愛知県蚕業試験場が発足した。1926年（大正15年）には畜産部が種畜場に移管された。
戦後の1947年（昭和22年）、清洲町に園芸部を母体とする愛知県園芸試験場が発足し、1948年（昭和23年）には清洲町に種畜場清洲分場を母体とする愛知県養鶏試験場が発足した。1953年（昭和28年）には愛知県農事試験場から愛知県農業試験場に改称した。1961年（昭和36年）、春日井市十三塚町に種畜場尾張分場を母体とする愛知県肉畜試験場が発足した。
1963年（昭和38年）にはイネの品種である日本晴を作出した。日本晴は機械化栽培に適しており、1970年（昭和45年）から1978年（昭和53年）まで日本におけるイネの作付面積第1位を占めた。1979年（昭和54年）にはコシヒカリに作付面積第1位を譲ったが、あいちのかおりなど多数の品種の親となり、また国際的にイネ研究の標準品種として用いられている。

### 農業総合試験場
1961年（昭和36年）には農業基本法が制定された。昭和30年代の愛知県では愛知用水が完成して豊川用水が着工し、生産面では園芸や畜産が拡大するなど、農業に関する大きな変動期を迎えていた。当時の愛知県には愛知県農業試験場（本場は安城市）、愛知県園芸試験場（本場は西春日井郡清洲町）、愛知県蚕業試験場（本場は江南市）、愛知県養鶏試験場（西春日井郡清洲町）、愛知県肉畜試験場（春日井市）の5場があり、さらに種鶏場、種畜場、山岳種畜育成場があった。いずれも用地は狭隘なうえに研究施設が老朽化し、施設が分散していることで連携が取りづらい欠点があった。1964年（昭和39年）には京都大学名誉教授の大槻正男を会長とする整備審議会が設置され、名古屋市近郊の愛知郡長久手村（現・長久手市）に総合試験場を建設することとなった。
1966年（昭和41年）12月、愛知県農業総合試験場が暫定組織で発足した。1967年（昭和42年）10月には秩父宮妃勢津子が来場し、1968年（昭和43年）3月には皇太子明仁親王・皇太子妃美智子が来場している。その後、愛知県内に分散していた試験場の各場を順次統合していき、4部・5研究所・3実験農場となった1970年（昭和45年）4月には総合試験場としての組織が確立された。
1979年（昭和54年）5月には昭和天皇・香淳皇后が来場している。1986年（昭和61年）には6部・4研究所・3技術センター・1実験農場となった。1994（平成6年）には生物工学部と花き研究所を設置し、5部・5研究所・3技術センター・1農業研究所となった。この年には中央研究棟が完成している。2002年（平成14年）には病害虫防除所を統合して病害虫部が設置された。2003年（平成15年）には6部・2農業研究所となった。2015年（平成27年）には弥富市の特産野菜研究室を廃止し、長久手市に次世代施設野菜研究室を設置した。2021年（令和3年）には企画普及部を研究戦略部に改称し、普及戦略部を設置した。

## 組織

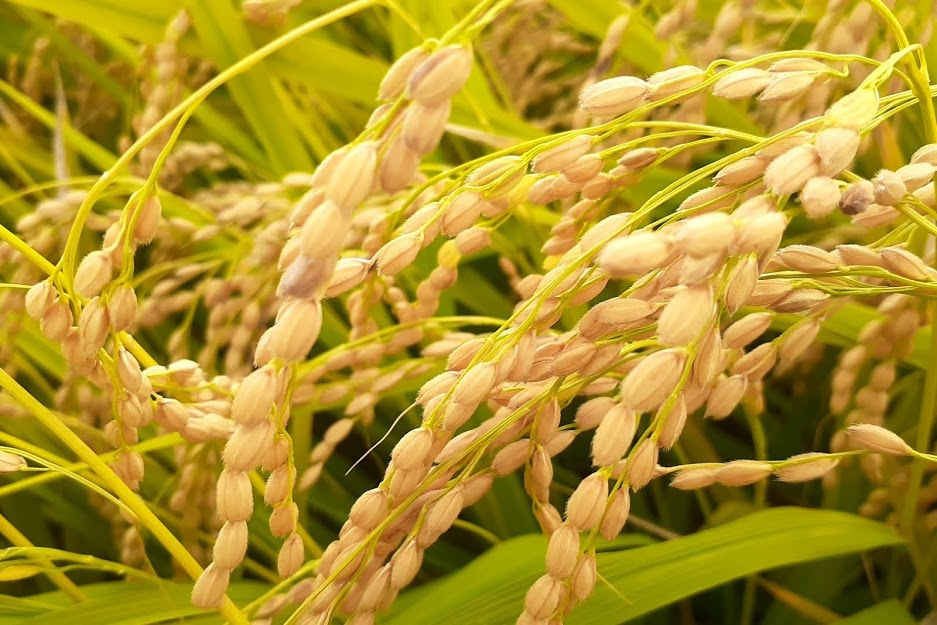
愛知県農業総合試験場が育成（登録）したあいちのかおり（米）

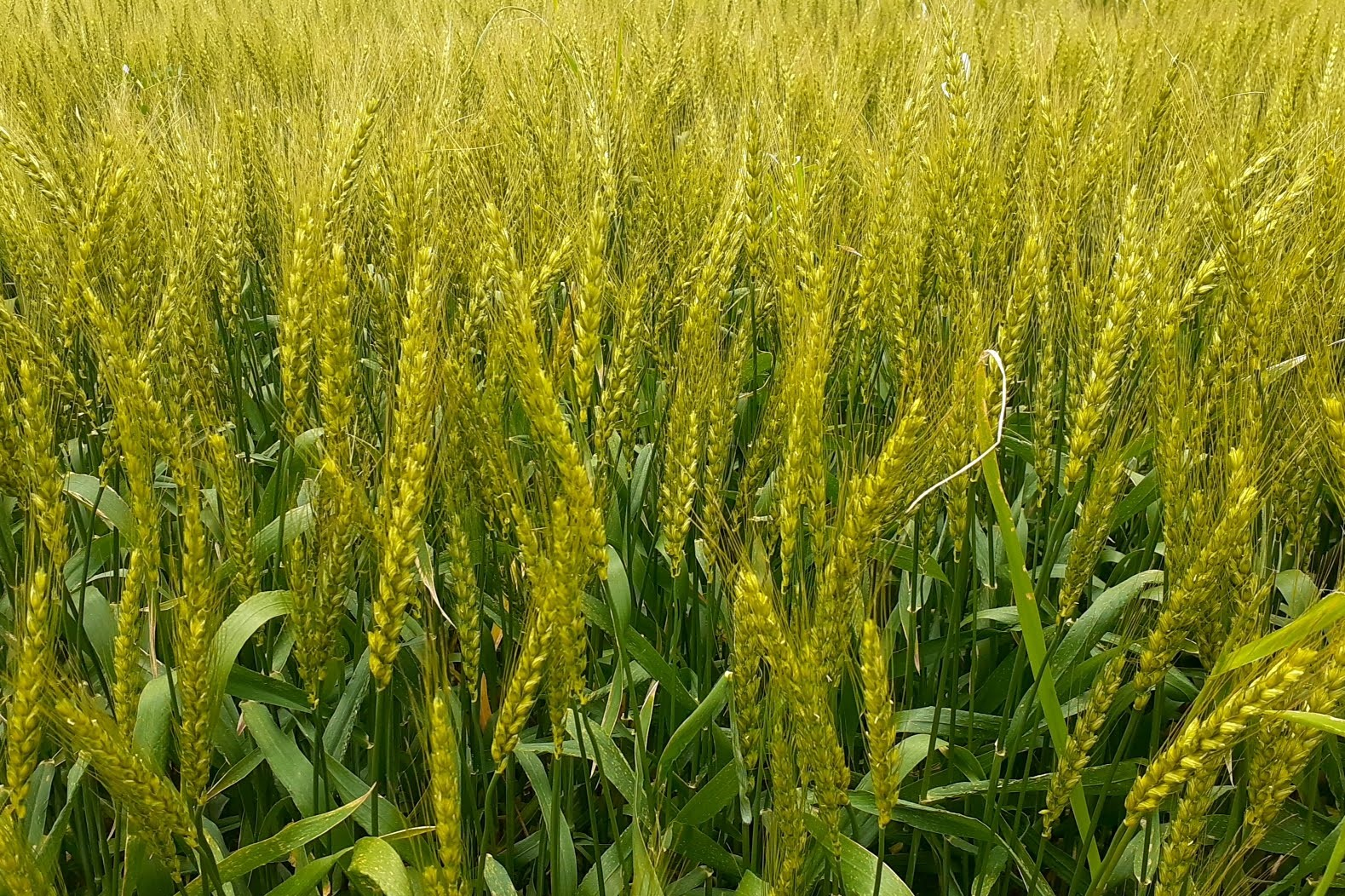
愛知県農業総合試験場が育成（登録）したきぬあかり（小麦）

愛知県農業総合試験場の組織は以下の通り。
- 管理部
  - 総務グループ
  - 会計グループ
- 研究戦略部
  - 企画調整室
  - 技術開発研究室
- 普及戦略部
  - 戦略統括室
  - 技術推進室
- 環境基盤研究部
  - 生物工学研究室
  - 農業工学研究室
  - 環境安全研究室
  - 病害虫防除室
  - 病害虫研究室
- 作物研究部
  - 作物研究室
  - 水田利用研究室（安城市池浦町）
- 園芸研究部
  - 野菜研究室
  - 花き研究室
  - 落葉果樹研究室
  - 常緑果樹研究室（蒲郡市神ノ郷町）
- 畜産研究部
  - 養牛研究室
  - 養豚研究室
  - 養鶏研究室
  - 畜産環境研究室
- 東三河農業研究所（豊橋市飯村町）
  - 野菜研究室
  - 花き研究室
  - 茶業研究室
- 山間農業研究所（豊田市稲武町）
  - 稲作研究室
  - 園芸研究室